# Деминутив
Деминутив (умањеница; од лат. deminutivum) је именица која има умањено значење. Настаје додавањем префикса или суфикса (творбених наставака) на основни облик или корен именице. Својим обликом деминутиви могу бити исти, или слични, хипокористицима.
Често се употребљава из миља.

## Грађење деминутива
У српском језику деминутиви се углавном граде додавањем суфикса:
- -ић
- -ак
- -ица
- -енце

Примери:
- лист > лист+ак > листак
- прст > прст+ић > прстић
- кућа > кућ+ица > кућица
- глава > глав+ица > главица
- дете > дет+енце > детенце
- свеска > свеск+ица > свешчица